# Crepidoma

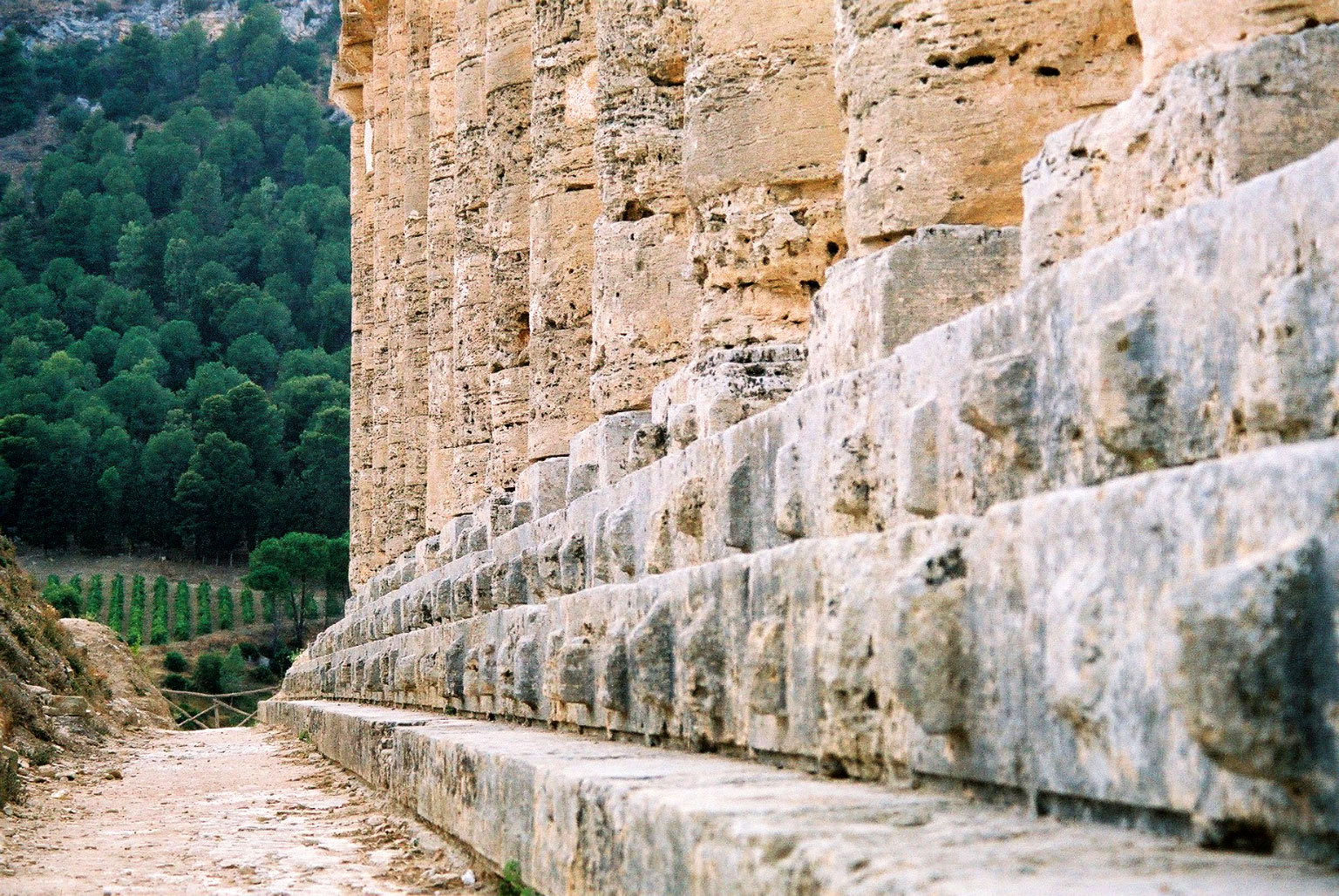
Crepidoma en el templo de Segesta.

En la arquitectura clásica, se llama crepidoma (en griego κρηπίδωμα ‘fundamento’ de κρηπίς krepís ‘zapato alto’) a la plataforma escalonada construida en piedra sobre la que se asienta un templo. 
En el orden dórico, el crepidoma está formado por tres escalones que tienen la función de sobreelevar el edificio, separando simbólicamente la residencia de los dioses del nivel del suelo. En el orden jónico y corintio varía el número de escalones.
La parte superior del crepidoma se llama estilóbato (escalón o plano sobre el que apoyan las columnas) y los escalones inferiores estereóbato. La estructura de piedra sobre la que se apoya el crepidoma (en piedra menos trabajada porque no se ve) se llama euthynteria.
El crepidoma puede presentar decoraciones como molduras u otros motivos en las caras visibles. A veces se encuentran también efectos ópticos, como en el Partenón, en donde todo el basamento es ligeramente convexo para parecer, en perspectiva, más amplio visualmente. Este efecto recibe el nombre de éntasis.